# بینو بینی
بینو بینی (ایتالیایی: Bino Bini; ۲۳ ژانویهٔ ۱۹۰۰ – ۵ آوریل ۱۹۷۴) شمشیرباز اهل ایتالیا بود.
وی در مسابقات کشوری و بین‌المللی در مجموع برندهٔ ۱ مدال طلا، ۱ مدال نقره، ۱ مدال برنز شده‌است.